# Weiding (Ebersberg)
Weiding ist ein Gemeindeteil von Ebersberg im oberbayerischen Landkreis Ebersberg. Der Weiler liegt circa zwei Kilometer nordöstlich von Ebersberg.

## Baudenkmäler
Siehe: Liste der Baudenkmäler in Weiding